# All You Need is Now
All You Need is Now es el decimotercer álbum de estudio de la banda británica Duran Duran bajo la producción de Mark Ronson. Una versión no definitiva del álbum fue lanzado en formato digital el 21 de diciembre de 2010. Es el primer álbum de la banda que no se lanzó por uno de los grandes sellos discográficos, ya que fue editado bajo su propio sello Tapemodern, y por el sello de Ronson, Allido Records en el Reino Unido. La versión física y extendida del álbum se estrenó el 22 de marzo de 2011 con 14 temas. En Europa se lanzó por Tape Modern (distribuido por Edel), y el 22 de marzo de 2011 en los Estados Unidos y Canadá, por S-Curve Records (distribuido por Universal), coincidiendo con el 30.º aniversario del primer lanzamiento de la banda. Según Hits Daily Double, la versión física llegó a vender 14.642 unidades en su primera semana. Duran Duran promovió el álbum a través del All You Need Is Now Tour.

## Sencillos
- "All You Need Is Now" fue la canción elegida como primer sencillo. Fue lanzado por iTunes el 8 de diciembre de 2010 como descarga gratuita. Su video musical estuvo a cargo del director Nick Egan. Varios remixes de la canción fueron publicadas como bonus tracks del álbum. Debido a que fue lanzado solo como descarga gratuita, el sencillo fue considerado inviable para poder ingresar en las listas de ventas, pero logró aparecer en las listas radiales. La canción alcanzó el #38 en el Billboard Adult Pop Songs.[6]

- Su segundo sencillo "Girl Panic!" fue lanzado como una edición limitada en un vinilo de 7" el 16 de abril de 2011 con un remix de David Lynch.[7] Su video musical fue estrenado el 8 de noviembre de 2011 bajo la dirección de Jonas Åkerlund, y contó con las apariciones de Naomi Campbell, Eva Herzigova, Cindy Crawford, Helena Christensen, y Yasmin Le Bon retratando a Simon Le Bon, Nick Rhodes, John Taylor, Roger Taylor, y Dominic Brown, respectivamente.[8]

- "Leave a Light On" fue lanzado como sencillo promocional en el Reino Unido. Fue lanzado oficialmente al mercado británico después de que BBC Radio 2 al parecer se negó a difundir su anterior sencillo "Girl Panic!" en vísperas de (luego cancelado) una nueva gira por el Reino Unido.[9] La canción alcanzó la ubicación #31 en el Billboard Adult Pop Songs.[6]

## Lista de canciones
| Descarga digital (lanzado en 21 de diciembre de 2010) |                                                       |                                                       |          |  |
| N.º                                                   | Título                                                | Escritor(es)                                          | Duración |  |
| 1.                                                    | «All You Need Is Now»                                 | Duran Duran, Mark Ronson, Dominic Brown               | 4:34     |  |
| 2.                                                    | «Blame the Machines»                                  | Duran Duran, Dominic Brown                            | 4:11     |  |
| 3.                                                    | «Being Followed»                                      | Duran Duran, Dominic Brown                            | 3:47     |  |
| 4.                                                    | «Leave a Light On»                                    | Duran Duran, Dominic Brown                            | 4:36     |  |
| 5.                                                    | «Safe (In the Heat of the Moment)» (con Ana Matronic) | Duran Duran, Ana Matronic, Mark Ronson, Dominic Brown | 3:59     |  |
| 6.                                                    | «Girl Panic!»                                         | Duran Duran, Mark Ronson, Dominic Brown               | 4:31     |  |
| 7.                                                    | «The Man Who Stole a Leopard» (con Kelis)             | Duran Duran                                           | 6:13     |  |
| 8.                                                    | «Runway Runaway»                                      | Duran Duran, Dominic Brown                            | 3:04     |  |
| 9.                                                    | «Before the Rain»                                     | Duran Duran                                           | 4:12     |  |

| Versión física (lanzado el 22 de marzo de 2011) |                                                       |                                                       |          |  |
| N.º                                             | Título                                                | Escritor(es)                                          | Duración |  |
| 1.                                              | «All You Need Is Now»                                 | Duran Duran, Mark Ronson, Dominic Brown               | 4:34     |  |
| 2.                                              | «Blame the Machines»                                  | Duran Duran, Dominic Brown                            | 4:11     |  |
| 3.                                              | «Being Followed»                                      | Duran Duran, Dominic Brown                            | 3:47     |  |
| 4.                                              | «Leave a Light On»                                    | Duran Duran, Dominic Brown                            | 4:36     |  |
| 5.                                              | «Safe (In the Heat of the Moment)» (con Ana Matronic) | Duran Duran, Ana Matronic, Mark Ronson, Dominic Brown | 3:59     |  |
| 6.                                              | «Girl Panic!»                                         | Duran Duran, Mark Ronson, Dominic Brown               | 4:31     |  |
| 7.                                              | «A Diamond In the Mind»                               | Duran Duran, Mark Ronson, Dominic Brown               | 1:15     |  |
| 8.                                              | «The Man Who Stole a Leopard» (con Kelis)             | Duran Duran                                           | 6:13     |  |
| 9.                                              | «Other People's Lives»                                | Duran Duran, Mark Ronson, Dominic Brown               | 3:43     |  |
| 10.                                             | «Mediterránea»                                        | Duran Duran, Mark Ronson, Dominic Brown               | 5:38     |  |
| 11.                                             | «Too Bad You're So Beautiful»                         | Duran Duran, Dominic Brown, Nick Hodgson              | 4:54     |  |
| 12.                                             | «Runway Runaway»                                      | Duran Duran, Dominic Brown                            | 3:04     |  |
| 13.                                             | «Return to Now»                                       | Duran Duran, Mark Ronson, Dominic Brown               | 1:33     |  |
| 14.                                             | «Before the Rain»                                     | Duran Duran                                           | 4:12     |  |

| Bonus tracks en el Reino Unido |                                         |          |  |
| N.º                            | Título                                  | Duración |  |
| 15.                            | «Networker Nation»                      | 3:10     |  |
| 16.                            | «All You Need Is Now» (Youth Kills Mix) | 4:55     |  |

| Bonus tracks en los Estados Unidos |                    |                            |          |  |
| N.º                                | Título             | Escritor(es)               | Duración |  |
| 15.                                | «Networker Nation» | Duran Duran, Dominic Brown | 3:10     |  |

| Pistas adicionales |                        |                            |          |  |
| N.º                | Título                 | Escritor(es)               | Duración |  |
| 16.                | «Early Summer Nerves»  | Dominic Brown, Duran Duran | 3:04     |  |
| 17.                | «Too Close to the Sun» |                            | 5:16     |  |
| 18.                | «This Lost Weekend»    |                            | 3:12     |  |

## Créditos
- Simon Le Bon – voces
- John Taylor – bajo
- Nick Rhodes – teclados
- Roger Taylor – batería
- Dominic Brown – guitarra

con:
- Simon Willescroft – Saxofón
- Nina Hossain – Voces, spoken words (pistas 2, 7)
- Anna Ross – coros (pista 3)
- Jamie Walton – chelo (pistas 3, 9)
- Mark Ronson – guitarra (sección adicional de ) (pista 4)
- Ana Matronic – Voces, rap (pista 5)
- Tawiah – coros (pista 5)
- Kelis – Voces (pista 7)
- Owen Pallett – arreglos de cuerdas, conductor (pista 7)
- The St. Kitts String Octet – cuerdas (pista 7)

- Mark Ronson – producción
- Mark 'Spike' Stent - mezclas, asistido por Matty Green
- Ted Jensen – Masterización

Todas las canciones fueron compuestas por Duran Duran con: 
- Dominic Brown (pistas 1-6, 8)
- Mark Ronson (pistas 1, 5, 6)
- Ana Matronic (pista 5)
- Nick Hodgson (pista 11)

## Posicionamiento
| País            | Lista (2011)                       | Mejor posición |
| --------------- | ---------------------------------- | -------------- |
| Alemania        | Media Control Charts               | 39             |
| Australia       | ARIA Charts                        | 79             |
| Austria         | IFPI Austria                       | 62             |
| Bélgica         | Ultratop (Flandes)                 | 77             |
| Bélgica         | Ultratop 50 (Valonia)              | 32             |
| Canadá          | Canadian Albums Chart              | 52             |
| República Checa | IFPI                               | 12             |
| Escocia         | Scottish Singles and Albums Charts | 17             |
| Estados Unidos  | Billboard 200                      | 29             |
| Estados Unidos  | Top Rock Albums                    | 7              |
| Estados Unidos  | Top Alternative Albums             | 7              |
| Estados Unidos  | Independent Albums                 | 6              |
| Irlanda         | Irish Albums Chart                 | 78             |
| Italia          | Top 100 Artisti                    | 10             |
| Países Bajos    | MegaCharts                         | 23             |
| Polonia         | Polish Music Charts                | 39             |
| Reino Unido     | OCC                                | 11             |
| Reino Unido     | UK Indie Chart                     | 4              |
| Rusia           | Russian Music Charts               | 16             |
| Suiza           | Schweizer Hitparade                | 28             |